# Most Morandi
Most Morandi (italijansko Ponte Morandi), uradno Viadukt Polcevera (italijansko Viadotto Polcevera), je bil avtocestni viadukt v Genovi, zgrajen med letoma 1963 in 1967.
Speljan je bil čez reko Polcevero, po kateri je bil uradno poimenovan, in je bil del italijanske avtoceste A10. Most je bil imenovan "Ponte Morandi" po svojem konstruktorju in glavnem inženirju Riccardu Morandiju. Bil je kritični del evropske poti E80, ki je povezovala Italijo in Francijo. 
14. avgusta 2018 se je med nevihto zrušilo 210 metrov mostu, domnevno zaradi korozije jeklenega kabla, pri čemer je umrlo 43 ljudi. Po zrušitvi so v deželi Ligurija za eno leto razglasili izredno stanje, opravili obsežno analizo okvare in zelo različno pripisali odgovornost zanjo. Čeprav so bili do konca avgusta 2018 odstranjeni vsi ostanki porušenega dela mostu in narejeni načrti za njegovo popravilo, je bilo ugotovljeno, da ves most poka, kar je kazalo na dodatno zrušitev. Dogovorjeno je bilo, da mostu ne bodo popravili, temveč v celoti porušili in nato zgradili novega. Konec junija 2019 je bil ves most v celoti porušen, nov most je bil odprt 3. avgusta 2020.

## Zgodovina

### Načrtovanje
Most je načrtoval italijanski gradbeni arhitekt in inženir Riccardo Morandi. Morandovi načrti za most so bili podobni tistim iz leta 1957 za most generala Rafaela Urdaneta v Venezueli, čeprav na venezuelskem mostu ni bila tako velika napetost betona kot na genovskem mostu. 
Most Morandi je bil most z betonskimi kabli, za katerega je bila značilna prednapeta betonska konstrukcija za kable, stebre in cesto na mostu. Jekleni kabli povezani s stebri in cesto so bili prekriti z betonom, ki naj bi kljub razpokam preprečil dostop vode in korozije do jeklenih kablov.

### Gradnja
Viadukt je bil zgrajen med letoma 1963 in 1967, zgradilo pa ga je podjetje Società Italiana per Condotte d'Acqua. Gradnja mostu je stala 3,8 milijarde italijanskih lir. Odprt je bil 4. septembra 1967. Dolg je bil 1,182 metrov in visok 45 metrov, cesto pa so z betonskimi kabli držali trije visoki betonski stebri, ki so dosegli višino 90 metrov. 
Viadukt je bil uradno odprt 4. septembra 1967 v prisotnosti italijanskega predsednika Giuseppea Saragata.

### Vzdrževanja in popravila
Na mostu so se neprekinjeno ponavljala popravila od sedemdesetih let dvajsetega stoletja zaradi napačne prvotne ocene učinkov stanja betona na mostu. To je povzročilo prekomeren premik avtoceste, tako da ni bila v celoti ravna; v najslabših primerih se je tudi za kakšen centimeter zazibala v smer. Šele po nenehnem merjenju, preoblikovanju in z njimi povezanimi konstrukcijskimi deli se je na avtocesti štelo za sprejemljivo, ki se je sredi osemdesetih let približalo vodoravnosti.
Morandi je svojim delavcem, inženirjem in gradbenim arhitektom leta 1979 povedal naslednje: "Odstranite vse sledi rje na prizadetih območjih mostu, razpoke pa prekrite in napolnite z cementom in dodatnim betonom z zelo visoko kemično odpornostjo." V devetdesetih letih dvajsetega stoletja je bilo ugotovljeno, da so bile razpoke na stebru 11 najbolj poškodovane. Približno 30% poškodovanih zarjevelih razpok se je povečalo. Obremenitev mostu je znašala 7000 kg (15.000 lb) na beton, medtem ko so bile poškodovane razpoke prvotno sposobne prenesti 15.000 kg (33.000 lb). En sam tovornjak lahko tehta kar 44.000 kg. Po propravilu mostu je bil v devetdesetih letih notranjega pregleda le steber 11, na katerem so bile vidne in zarjevele poškodbe, popravljene. Od leta 1990 naprej je bil najnižji vzhodni steber 11 obnovljen, tako da je bil opremljen z zunanjimi jeklenimi kabli. Steber 10 je bil v 90. letih dvajsetega stoletja na vrhu obnovljen z jeklenimi oblogami. Po propravilu se je postavilo veliko vprašanj glede stanja mostu. Na prelomu iz leta 1979 na leto 1980 je na Morandijevem podobnem mostu v Venezueli prišlo do ene ali več odpovedi betonskih kablov pri propravilu.
Takratni italijanski minister za infrastrukturo in promet Graziano Delrio, ki je bil na položaju do 1. junija 2018, je bil v letu 2016 v italijanskem parlamentu večkrat obveščen, da je potrebno most Morandi nujno vzdrževati.
V Genovi je leta 2017 v zaupnem univerzitetnem poročilu ugotovila razlike o stanju ostankov zdaj porušenega stebra 9. V zapisniku z zasedanja vlade februarja 2018 je bilo ugotovljeno, da so bile izvedene meritve upora in refleksometrije, ki kažejo na "povprečno" zmanjšanje preseka 10 do 20% rje in betona. Razpoka na cesti se je pojavila vsaj 14 dni pred zrušitvijo mostu, blizu jugovzhodnega dela naknadno porušenega stebra 9. Razpoka je morda kazala, da se je stanje mostu poslabšalo. Nikoli ni bilo predloga za zmanjšanje obremenitve mostu. Tradicionalno so bili mostovi načrtovani le za 50-letno življenjsko dobo; most Morandi ni uspel slabih 51 let po odprtju.
Italijansko podjetje Autostrade je 3. maja 2018 objavilo javni razpis za strukturno nadgradnjo viadukta na vrednost 20.159.000 eurov z rokom do 11. junij 2018. Dela na popravilu poškodb na stebrih 9 in 10 bi jih morali dokončati v petih letih. 
Delavci so pred zrušitvijo na viadukt Morandi postavljali nove težke betonske pregrade Jersey, kar je zmanjšalo že tako nizko prednapetost na betonske zapornice in povečalo obremenitve.

### Modelne analize leta 2017
Leta 2017 sta Carmelo Gentile in Antonello Ruccolo z milanske politehniške univerze preučila nadaljnje poškodbe in zarjevele razpoke na ostankih mostu. Na 9. stebru so lahko prepoznali le štiri poškodbe dveh od teh identificiranih načinov pa niso bile popolnoma skladne. Nadaljnje poškodbe so bile za več kot 10% različne, zlasti na južnih straneh mostu. V prednapetih betonskih kablih lahko takšna razlika predstavlja celoten učinek prevelike napetosti. Že samo 2-odstotni nagib ali premik lahko predstavlja hudo škodo. Pred zrušitvijo so most Morandi označili kot razmeroma varen most. V nasprotju z vidnimi poškodbami, ki so bile razmeroma premajhne, pri določanju škode prevladuje učinek prednapetosti. Razen velike rje in razpok, lahko poškodbe spremenijo geometrijo, kot je korozija. Učinki bi se ob opazovanju stanja mostu poslabšali. Podjetje Gentile je v devetdesetih letih dvajsetega stoletja izvajalo podobne analize na stebru 11. Druge sorodne metode so bile uporabljene na ostankih mostu devetdesetih letih, kot je reflektometrija, ki je lahko izmerila napetost, ne pa stanje poškodb in razpok.

### Predlogi za zamenjavo
Do sredine da tisočih let je cesta A10 skozi Genovo in čez most postala močno preobremenjena. Mestni svet je zahteval predloge za izboljšanje prometa skozi Genovo, pri čemer je podjetje Autostrade leta 2009 predlagalo projekt "Gronda di Ponente" za izboljšanje prometa s preusmeritvijo prometa na novo zgrajeni sistem izmenjave Autostrada, ki se nahaja severno od mesta. Kot del začetne študije in poročila je podjetje Autostrade izmerilo, da je čez most pripeljalo 25, 5 milijona vozil na leto, promet pa se je v zadnjih 30 letih potrojil v četrtletje in "je bil namenjen rasti, čeprav brez posredovanja, za nadaljnjih 30%  v naslednjih 30 letih ".  Študija je izpostavila, kako je obseg prometa z dnevnimi čakalnimi vrstami ob končnih urah ob priključitvi Autostradi Serravalle povzročil "intenzivno degradacijo konstrukcije mostu, ki je bila podvržena znatnim stresom", pri čemer je bilo potrebno stalno vzdrževanje. Študija je pokazala, da bi bilo pri možnosti za izboljšanje tistega, kar se imenuje "nizki žleb", bolj ekonomično zamenjati most z novim severno od njegove trenutne lokacije in nato porušiti obstoječi most.

## Delna zrušitev
14. avgusta 2018 se je ob 11:36, po lokalnem času, med močno deževno nevihto zrušil 210 meterski odsek mostu Morandi. Zrušeni odsek je vključeval ves steber 9 in na vsaki strani majhen odsek viseče ceste, ki je prečkalo reko Polcevero in industrijsko območje Sampierdarena. Sprva se je mislilo, da je do katastrofe prišlo zaradi slabega vremena, ki je takrat zajelo ligurško obalo, saj so oblasti že istega dne zjutraj razglasile oranžni alarm ogroženosti. Očividci so celo povedali, da so tik pred zrušitvijo videli kako je strela udarila v viadukt. Med ostanki porušenega dela je v prepad padlo tudi med 30 in 35 avtomobilov in 3 veliki težki tovornjaki. 
Velik del porušenega mostu in vozila na njem so padli v reko Polcevero. Drugi deli mostu so padli na tire železnice Torino – Genova in Milano – Genova ter na skladišča, ki pripadajo italijanskemu podjetju za energetiko Ansaldo Energia. Druga območja so bile v veliki meri prazna, ker se je zrušitev zgodila na predvečer italijanskega državnega praznika Ferragosto. 
Začetni vzroki za zrušitev mostu so bili, korozija jeklenega kabla, kar bi privedlo do slabega vzdrževanja. V času zrušitve naj bi most vzdrževali s krepitvijo notranjih kablov. 
Poročalo se je, da so se južni ostanki zaradi korozije in poškodb zrušili kot eksplozivno. Le s štirimi takšnimi poškodbami je lahko eno od njih dovolj, da konstrukcija izgubi stabilnost. V predhodnem preiskovalnem poročilu je bilo razvidno, da se je steber morda najprej zrušil, vendar genovski tožilci avtorjem poročila niso posredovali lokalnega videoposnetka, na katerem je razvidno, da so se južni odseki najprej zrušili. Obstajajo ugibanja, da je strela morda prebila beton in prodrla do jeklenega kabla in da bi to povzročilo zemeljski plaz.
Julija 2019 je bil objavljen videoposnetek zrušitve mostu. Izvira iz bližnjih kamer podjetja Ferrometal, na katerih je razvidno, da sta se tako južni del ceste kot lokalno pritrjeni cestni odseki na stebru št. 9 začela rušiti skoraj istočasno. Iz gibanja zgornje ceste se zdi, da so bili kabli močno napeti. Takoj, ko je padla cela cesta ob stebru se je kmalu zatem tudi sam steber sesul. Vendar je Autostrade, podjetje, ki je vzdrževalo most, ugovarjalo, da video še vedno ne prikazuje vseh mostnih struktur in zato v resnici ne razloži vzroka zrušenja. 
V času propada je most upravljala Atlantia S.p.A. (prej Autostrade S.p.A.), holding, ki upravlja avtoceste ter navadne ceste in letališča, ki jih nadzira družba Benetton. 
Nesreča je povzročila veliko politično polemiko o slabem stanju infrastrukture v Italiji in sprožila širša vprašanja o stanju drugih mostov in viaduktov v Evropi.
Po poročanju Corriere della Sera je bila to v Italiji že 11. zrušitev mostu od leta 2013.

### Žrtve in prizadevanja za reševanje
43 ljudi je umrlo v nesreči in 16 pa jih je bilo poškodovanih. Umrlo je 29 državljanov Italije, štirje iz Francije, trije iz Čila, dva iz Albanije in po eden iz Kolumbije, Jamajke, Moldavije, Perua in Romunije. 
Več preživelih so pripeljali v bližnje bolnišnice, mnogi so bili v kritičnem stanju. Davide Capello, nekdanji vratar Cagliarija, je preživel brez poškodb in se je lahko odpravil od svojega avtomobila, čeprav je z avtom padel 30 metrov v prepad, preden se je zataknil med deli padlega mostu. 
Območje pod preostalim delom mostu, vključno z več domovi, je bilo evakuirano. Do 02:00 naslednjega dne (polnoč UTC) je bilo znano, da 12 ljudi še vedno pogrešajo in da so se pod razbitinami slišali glasovi; prizadevanja za reševanje so se nadaljevale z reflektorji z uporabo tehnik in nemških ovčarjev, ki se običajno uporabljajo za iskanje v prepadih in pod ruševinami.

### Potek in reakcije
Železnice, ki povezujejo Genovo Sampierdareno (in Genoa Piazza Principe) z Genoo Borzoli in Genoo Rivarolo, so bile takoj zaradi zrušenja mostu zaprte. Med postajami je bil vzpostavljen železniški nadomestni avtobus. 
15. avgusta 2018, dan po zrušitvi je italijanski predsednik vlade Giuseppe Conte razglasil izredno stanje v regiji Ligurija, ki je trajalo eno leto. Po besedah namestnika ministra za infrastrukturo Edoarda Rixi bi bil celoten most porušen.
Italijanska nogometna zveza je sporočila, da bo za žrtve zrušitve mosta, posvetila minuto molka pred vsemi nogometnimi dogodki po državi med vikendom, ki je sledil incidentu. 16. avgusta je lega Serie A preložila otvoritvene tekme sezone Serie A za nogometna kluba Genove in Sampdoria, ki sta bili prvotno načrtovani za 19. avgust. 
Italijanski prometni minister Danilo Toninelli je funkcijo prvič po zrušenju značil za "ogromno tragedijo", vendar je bil znan tudi kot član gibanja petih zvezd, politične stranke, ki je v letu 2012 je dejal, da je nevarnost zrušitve mostu Morandi le neumna pravljica, "ker bi most trajal še sto let" in navajal oceno Autostrade za leto 2009.
Guverner Giovanni Toti je dejal, da je izguba mostu "incident velikih razsežnosti na vitalni arterijski cesti, ne samo za Genovo, ampak za celotno državo". Nesreča je povzročila znižanje cene delnic upravljavca ceste v Atlantiji za 5% istega dne in za 25% dva dni pozneje. 
Državni pogreb je bil 18. avgusta v prizorišču prireditve Fiera di Genova za 18 žrtev zrušitve viadukta, skupaj s priznanjem gasilcem in drugim reševalcem. Nekatere družine žrtev so se odklonile službi in namesto tega gostile zasebne pogrebe. Pogreba so se udeležili italijanski politiki, kot so predsednik Sergio Mattarella, premier Giuseppe Conte, notranji minister Matteo Salvini, prometni minister Danilo Toninelli in sekretar Demokratske stranke Maurizio Martina.

### Infrastruktura
Zrušitev je povzročila zaskrbljenost glede splošnega stanja infrastrukture v Evropi, študije v Italiji, Franciji in Nemčiji pa kažejo, da je bilo potrebno veliko kosov viadukta prenoviti ali nadomestiti zaradi korozije in propadanja konstrukcije. Naložbe v infrastrukturo v Italiji so se po finančni krizi leta 2008 močno zmanjšale. Prebivalec Genove je novinarjem dejal: "Osrednja vlada bo prestrezala podjetje za most, podjetje pa bo obtožila nekoga drugega - vsi so krivi. Vsi vemo, kako slaba je naša infrastruktura v Italiji."  
Vladajoča koalicija je pritiskala na upravljavce cest, Autostrade per l'Italia (ki je del skupine Atlantia). Podpredsednik vlade Luigi Di Maio je trdil, da so "vsekakor krivi". Notranji minister Matteo Salvini je očital tudi domnevne omejitve porabe EU za infrastrukturo, vendar so ga uradniki Evropske komisije takoj ignorirali in zavrgli to kar je rekel. Pod nadzorom je bil tudi položaj družbe Benetton, ki ima v lasti 30% Atlantia. Izvršni direktor Autostrade per l'Italia Giovanni Castellucci je dejal, da bo most obnovljen v osmih mesecih.

### Preiskovalna komisija
Preiskovalno komisijo naj bi vodil Roberto Ferrazza, strokovni član pa Antonio Brencich. Vendar sta bila ta dva člana odbora takoj kritizirana, ker sta bila podpisnika vladnega poročila februarja 2018, ki oslabljenemu mostu nista uvedla previdnostnih ukrepov. 23. avgusta 2018 je Brencich odstopil z inšpekcijske komisije, minister Danilo Toninelli pa je Ferrazzo odstavil z mesta predsednika, "zaradi priložnosti v zvezi z vsemi institucijami, ki sodelujejo v tej aferi".

### Nasino satelitsko raziskovanje
Znanstveniki iz Nasinega laboratorija za reaktivni pogon v Pasadeni v Kaliforniji so razvili metodo analize satelitskih podatkov za odkrivanje milimetrskih sprememb velikosti. Njihova analiza kaže, da je imel most cesto med stebrom 10 in 11 do začetka leta 2015 minimalno nagibanje in da se je med marcem 2017 in avgustom 2018 močno povečalo strukturne spremembe in ugotovili, da je bil porušeni steber 9, brez kakršne koli posledične škode od stebra 10 in 11 (in med cesto). Raziskave in posnetki so bili poslani italijanskim oblastem v nadaljnjo oceno. 

### Simbol
Tovornjak Volvo FH, ki pripada podjetju Damonte Trasporti S.R.L.  za storitve za supermarkete Basko, pobarvan v modro in zeleno, je postal široko razglašen simbol katastrofe, saj je ostal skoraj na robu zrušenega dela mostu. 37-letni voznik je v času nesreče medijem pripovedoval, kako je bil videti v šoku, ko se je pred njim zrušil most, zaseden z gostim prometom, ko je ustavil svoje vozilo in stekel nazaj, dokler ni prišel na trdno tla in zapustil svoj tovornjak na mostu. 

### Rušenje mostu in zamenjava mostu
Zadnja dva stebra (10 in 11) mostu sta bila porušena s tono eksploziva 28. junija 2019. Celoten most je bil načrtovan za odstranitev, skupaj z več poškodovanimi hišami v okolici. 
Gradnja novega mostu se je začela na isti lokaciji, ki ga je načrtoval italijanski arhitekt Renzo Piano, po rodu iz Genove. "Most Genova-Sv. Jurij" je bil dokončan in odprt 3. avgusta 2020.